# Чигиринська рада (1657)
Чигиринська рада — рада козацької старшини, що відбулася 23  серпня (2 вересня) 1657 року, після смерті Богдана Хмельницького. Здебільшого у ній брала участь старшина. Запорожців не запрошували. Рішенням ради було обрання військового писаря Івана Виговського гетьманом. Також, зокрема, було прийнято ухвалу згідно котрої козаки, на території Війська Запорозького, отримали право торгувати вином та всіляким хмільним питвом без оподаткування.